# سباستین اریکسن (راننده مسابقه)
سباستین اریکسن (زاده ۵ ژانویه ۱۹۹۳) یک راننده حرفه‌ای رالی‌کراس اهل سوئد است. او قبلاً در مسابقات جهانی رالی کراس شرکت کرده است  و در حال حاضر در مسابقات قهرمانی رالی کراس جهانی شرکت می کند. در طول تمام دوران حرفه‌ای خود در مسابقات اتومبیلرانی، او منحصراً برای تیم اولزبرگ ام‌اس‌ای (Olsbergs MSE) رانندگی کرده است.
اریکسن در کلاس پروتوتایپ لایت رالی داکار ۲۰۲۲ در تیمی با راننده هلندی ووتر شرکت کرد. او در این مسابقه در رتبه دوم کلاس خود قرار گرفت. 
او هیچ رابطه ای با مالک تیم اولزبرگ ام‌اس‌ای آندریاس اریکسون یا دیگر رانندگان موتوراسپرت، کوین اریکسن و الیور اریکسن ندارد. 